# Биксерол (Вијена)
Биксерол (фр. Buxerolles) насеље је и општина у западној Француској у региону Поату-Шарант, у департману Вијена која припада префектури Поатје.
По подацима из 2011. године у општини је живело 10.007 становника, а густина насељености је износила 1099,67 становника/km². Општина се простире на површини од 9,1 km². Налази се на средњој надморској висини од 101 метар (максималној 124 m, а минималној 65 m).

## Демографија
| 1962. | 1968. | 1975. | 1982. | 1990. | 1999. | 2011.  |
| ----- | ----- | ----- | ----- | ----- | ----- | ------ |
| 3.293 | 4.064 | 5.156 | 5.466 | 6.337 | 8.787 | 10.007 |

График промене броја становника у току последњих година